# Chiến thuật theo lượt
Chiến thuật theo lượt (TBT), là một thể loại trò chơi điện tử mà qua hành động ngừng lại mô phỏng các suy tính và tình huống của nghệ thuật chiến dịch và các chiến thuật quân sự trong các cuộc đối đầu với quy mô nhỏ nói chung so với các suy tính chiến lược của các game chiến lược theo lượt (TBS). Lối chơi chiến thuật theo lượt được đặc trưng bởi sự mong đợi của người chơi nhằm hoàn thành nhiệm vụ của mình bằng cách sử dụng các lực lượng chiến đấu được cung cấp cho riêng mình, và thông thường là cung cấp một sự miêu tả (hoặc ít nhất là có thể tin cậy) chân thực về các hoạt động và chiến thuật quân sự.

## Đặc điểm

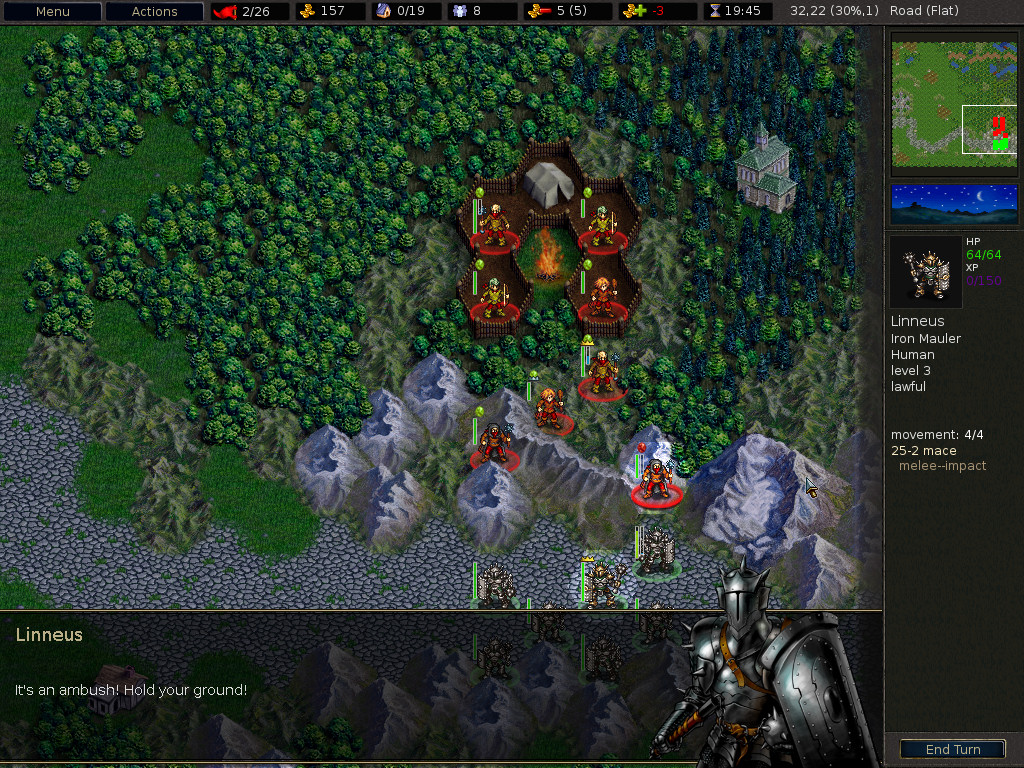
Các đơn vị quân cá nhân được chỉ huy để thực hiện các chiến thuật quân sự như phục kích. Ảnh chụp màn hình từ game The Battle for Wesnoth.

Lối chơi chiến thuật theo lượt là kiểu ngừng hành động tương ứng với thể loại chiến thuật thời gian thực, và tương phản với các thể loại wargame hiện tại khác. Ví dụ, các trận đánh quy mô lớn trong game chiến lược theo lượt thường có tính cách trừu tượng và lối chơi gần với dạng board game liên quan, và thể loại chiến lược thời gian thực lại nhấn mạnh tính hiện thực và tập trung vào việc thu thập và chuyển đổi các nguồn tài nguyên vào năng lực sản xuất đệ tạo nên các đơn vị quân chiến đấu sau đó được sử dụng trong các cuộc đối đầu được cách điệu cao độ. Trái lại, trọng tâm thực tế và chiến thuật quân sự của game chiến thuật theo lượt,  nhấn mạnh vào việc thực hiện các tư tưởng hợp lý và phức tạp thông qua các kế hoạch và chu kỳ mang tính rủi ro/tương đối ngắn thường cung cấp một trải nghiệm rõ ràng, nhanh chóng, thận trọng và tỉ mỉ hơn về mặt chiến thuật trên chiến trường và hỗn độn hơn những game chiến lược của các thể loại khác.
Theo sự đề xuất về tên gọi thể loại này, còn là nền tảng cho thể loại chiến thuật theo lượt là lối chơi theo lượt. Thể loại này có nguồn gốc từ wargame chiến thuật và thu nhỏ, sự tái tạo lại các màn kịch bản trận đánh bằng cách sử dụng các mô hình thu nhỏ hay thậm chí là các mô hình làm bằng giấy đơn giản dựa theo các quy tắc tương đối phức tạp. So với các game chiến lược khác, các game của thể loại chiến thuật theo lượt thường có những môi trường chi tiết và phức tạp rõ rệt do các tác động về mặt chiến thuật của độ cao, yểm hộ gần và tầm ngắm. Hơn nữa, trong hầu hết các trò chơi chiến thuật theo lượt, lực lượng của người chơi đều được duy trì giữa các trận đánh. Điều này cho phép các đơn vị quân trở nên giỏi hơn khi chúng sở hữu kinh nghiệm chiến đấu nhiều hơn và kết hợp với các đội quân nhỏ và chuyên dụng thường được sử dụng, thậm chí có thể khuyến khích một mối quan hệ thân thuộc giữa người chơi và quân đội của mình, phá vỡ ẩn danh khuôn mẫu của các đơn vị quân sản xuất hàng loạt có thể tiêu hao trên chiến trường trong các game chiến lược thông thường.

## Phân loại

### Wargame chiến thuật
Wargame chiến thuật là dạng wargame (board game hoặc video game) mô phỏng các cuộc xung đột quân sự ở cấp độ chiến thuật, tức là những đơn vị quân từ các loại xe cộ và tiểu đội riêng lẻ cho đến các trung đội hay đại đội. Những đơn vị này được đánh giá dựa trên chủng loại và tầm bắn của vũ khí cá nhân.

### Nhập vai chiến thuật
Tiểu thể loại này được sử dụng chủ yếu để đề cập đến các trò chơi có nguồn gốc từ RPG như là một sự thay thế cho hệ thống theo lượt truyền thống. Trong dạng game này, hệ thống đã được thiết kế riêng để kết hợp các đặc điểm của trò chơi nhập vai. Thuật ngữ "chiến thuật" không được sử dụng rộng rãi để mô tả cho thể loại này cho đến khi tựa game Final Fantasy Tactics được phát hành, giúp phổ biến rộng rãi thể loại này ở Bắc Mỹ, mặc dù các game như Shining Force từng là một phần của thể loại này vào những năm trước đây.

### MMO
Có một số trò chơi chiến thuật theo lượt với lối chơi trực tuyến nhiều người cùng chơi với số lượng lớn, chẳng hạn như Dofus, Gunrox và Poxnora. Darkwind: War on Wheels, mô phỏng đua xe bắn súng, là tựa game chiến thuật theo lượt duy nhất hiện nay có một thế giới liên tục. Đây cũng là một trong số ít trò chơi mô phỏng đua xe theo lượt.

### Pha trộn
Một số game nhập vai, như The Temple of Elemental Evil và Gold Box vào cuối thập niên 80 và đầu những năm 90 cũng có phong cách chiến đấu theo lượt mang tính chiến thuật. Một số tựa game chiến thuật theo lượt, như Jagged Alliance 2 và dòng game X-COM, có một lớp chiến lược thời gian thực cùng với phong cách chiến đấu theo lượt mang tính chiến thuật.